# KJI Nr. 11 bis 14
Die Lokomotiven Nr. 11 bis 14 der schmalspurigen Kleinbahnen des Kreises Jerichow I (KJI) waren vierfachgekuppelte Tenderlokomotiven. 1949 wurden alle Lokomotiven von der Deutschen Reichsbahn übernommen. Sie erhielten die Betriebsnummern 99 4642, 99 4643, 99 4402 und 99 4645. Die Lokomotive Nr. 11 wurde später zu einer Schlepptenderlokomotive umgebaut und erhielt dadurch die neue Betriebsnummer 99 4551. Keine der Lokomotiven blieb erhalten.

## Geschichte
Zur Ablösung der inzwischen in die Jahre gekommenen Lokomotiven Nr. 1 bis 5 bestellten die Kreisbahnen des Kreises Jerichow I bei Orenstein & Koppel fünf vierfachgekuppelte Tenderlokomotiven. Zwei Lokomotiven wurden 1922 und zwei 1924 geliefert.
1945 oder 1946 wurde die Lokomotive Nr. 11 in eine Schlepptenderlokomotive umgebaut. Durch die Deutsche Reichsbahn wurden 1949 alle Lokomotiven übernommen. Die Lokomotiven Nr. 11, 12 und 14 erhielten die Betriebsnummern 99 4642, 99 4643 und 99 4645.
Aus nicht mehr nachvollziehbaren Gründen erhielt die Lokomotive Nr. 13 die falsche Betriebsnummer 99 4501. Das widersprach dem Bezeichnungsschema der Deutschen Reichsbahn. Außerdem entstand dadurch eine Doppelbesetzung mit der PKKB Nr. 15. 1951 erhielt die Lokomotive deshalb die Betriebsnummer 99 4402. Sie wurde jedoch schon bald darauf ausgemustert.
Beim Umbau der Lokomotive Nr. 11 zur Schlepptenderlokomotive wurden die seitlichen Wasserkästen entfernt. An der Führerhausrückwand wurde eine Öffnung angebracht und das Dach des Führerhauses wurde bis über die Tenderbrücke verlängert. Mit einem Volumen von 5,5 m³ Wasser und 2,5 t Kohle des zweiachsigen Tenders verdoppelte sich die Reichweite der Lokomotive. Auf Grund ihrer abweichenden Bauart erhielt die Lokomotive 1956 die Betriebsnummer 99 4551 und das fehlerhafte Gattungskennzeichen K 44.8. Richtig wäre K 44.5 gewesen. Ende 1958 oder Anfang 1959 erfolgte jedoch ein Rückbau der Lokomotive. Durch das Entfernen der Wasserkästen hatte sich die Laufruhe der Lokomotive verschlechtert. Außerdem war zu diesem Zeitpunkt der Schlepptender verschlissen. Eine erneute Änderung der Betriebsnummer erfolgte nicht. 1966 wurde die Lokomotive ausgemustert.
Die beiden anderen Lokomotiven 99 4643 und 4645 wurden 1964/1965 im Ausbesserungswerk Görlitz einer Generalreparatur unterzogen. Die Maschinen erhielten einen geschweißten Ersatzkessel mit größerer Heizfläche, der weitgehend baugleich mit dem der Lokomotiven 99 4641 und 99 4644 war. Das Führerhaus erhielt im oberen Teil eingezogene Seitenwände. Zur Verbesserung des Fahrzeuglaufes erfolgte außerdem der Umbau des Antriebes vom vierten auf den dritten Radsatz. Nach der Einstellung des Betriebes auf der KJI 1965 wurden die beiden Lokomotiven nach Perleberg zum Netz der ehemaligen Kleinbahnen der Kreise West- und Ostprignitz umgesetzt. 1969 wurde die 99 4645 ausgemustert. Die 99 4643 war in den Jahren 1969/1970 auf der Strecke der Rügenschen Kleinbahn zur Wittower Fähre im Einsatz und wurde dann ausgemustert.

## Konstruktive Merkmale
Die Lokomotiven verfügten über einen innenliegenden Blechrahmen.
Auf dem vorderen Kesselschuss saß ein großer Dampfdom mit dem Ventilregler. Direkt vor dem Führerhaus saßen die beiden Ramsbottom-Sicherheitsventile und die Dampfpfeife. Hinter dem Dampfdom saß der runde Sandkasten.
Die außenliegenden Zweizylinder-Naßdampftriebwerke arbeiteten auf den vierten Radsatz. Diese Konstruktion hatte einen unruhigen Fahrzeuglauf und eine permanente Entgleisungsgefahr zur Folge. Im Rahmen des Umbaus 1963/64 wurden der Antrieb auf den dritten Radsatz geändert. Die Heusinger-Steuerung mit Kuhnscher Schleife lag ebenfalls außen.
Die Rauchkammer war mit dem Langkessel vernietet. Der Schornstein war ähnlich einem Prüsmann-Schornstein ausgeführt. Davor war das Latowski-Dampfläutewerk angebracht.
Die Blattfederpakete lagen oberhalb der Achslager.
Die Wasservorräte waren in zwei bis zur Rauchkammer reichenden Wasserkästen beiderseits des Langkessels untergebracht. Die Kohlevorräte lagerten hinter dem Führerhaus. Das Führerhaus war sehr geräumig und hatte an beiden Seiten halbhohe Klapptüren. Beim Umbau 1964/65 wurde der obere Teil der Seitenwände eingezogen. Zur Lüftung war eine ausstellbare Klappe vorgesehen.
Bei der Ablieferung hatten die Lokomotiven eine Handbremse. Durch die Reichsbahn wurde eine Knorr-Einkammer-Druckluftbremse nachgerüstet. Der Luftbehälter wurde hinter dem Schornstein quer auf dem Kessel untergebracht. Die Luftpumpe fand ihren Platz links neben der Rauchkammer. Auf der rechten Seite des Schornsteines wurde der Turbogenerator für die elektrische Beleuchtung angeordnet.